# Gastón Bottino
Gastón Ezequiel Bottino (Las Higueras, Córdoba, Argentina, 25 de junio de 1986). Es un Exfutbolista argentino, jugaba como volante y su último paso fue por el Club Atlético Estudiantes.

## Trayectoria

### Talleres
Desde los 17 años hizo las inferiores en este club, cuando fue cedido a diversos equipos.

### Argentino de Marcos Juárez
Fue cedido a esta institución para la temporada 2005/06 de la Liga de Bell Ville.

### General Paz Juniors
En el albo estuvo cedido por dos temporadas del Torneo Argentino B.

### Centro Social Las Higueras
Realizó inferiores, debutó con 15 años en Primera, luego  jugó hasta los 17 años para continuar su carrera en Talleres de Córdoba.

### Estudiantes de Río Cuarto
Con este club riocuartense, ascendió en 2010 al Torneo Argentino A luego de dos temporadas.

### Brown de Madryn
En Guillermo Brown estuvo jugando una temporada del Torneo Argentino A y otra de Primera B Nacional, en la que se recuerda un gol a River Plate.

### Talleres
Vuelve a préstamo para la temporada 2012/2013, donde tras malas actuaciones se gana el puesto después de un gol a Belgrano por Copa Argentina. Además, su sello en el club fue cuando asistió a Maximiliano Velasco para el gol del ascenso a la Primera B Nacional.

### Tristán Suárez
Después de su estadía en Talleres, por condición de cedido en la temporada 2012/2013, es fichado por Tristán Suárez.

### Brown de Madryn
Allí hizo en su segunda etapa en el club madrynense, disputando la Primera B Nacional 2015.

### Quilmes
Actualmente es jugador de la entidad sureña del conurbano bonaerense, donde jugó por primera vez en la Máxima Categoría del Fútbol Argentino. Marcó un gol a Lanús en un recordado triunfo cervecero 1-0 en el Estadio Centenario Ciudad de Quilmes

### Brown de Madryn
Allí hizo en su tercera etapa en el club madrynense, disputando la Primera B Nacional 2017.

### Mitre de Santiago del Estero
Hizo el primer gol de Mitre en la B Nacional.
Primera B Nacional 2018

### Estudiantes de Río Cuarto
Actualmente transita su segunda etapa en el club.

### Estudiantes de Caseros
Jugó su última temporada en la primera Nacional.
Primera B Nacional 2023.

## Estadísticas

### Clubes
- Actualizado hasta el 15 de octubre de 2023.

| General Paz Juniors Argentina | 4.ª                 | 2007-08             | 29  | 4  | -  | - | - | - | 29  | 4  | 0,13 |
| General Paz Juniors Argentina | Total club          | Total club          | 29  | 4  | -  | - | - | - | 29  | 4  | 0,13 |
| Estudiantes (RC) Argentina | 4.ª                 | 2008-09             | 27  | 8  | -  | - | - | - | 27  | 8  | 0,29 |
| Estudiantes (RC) Argentina | 3.ª                 | 2009-10             | 31  | 5  | -  | - | - | - | 31  | 5  | 0,16 |
| Estudiantes (RC) Argentina | 3.ª                 | 2018-19             | 21  | 0  | 3  | 0 | - | - | 24  | 0  | 0,00 |
| Estudiantes (RC) Argentina | 2.ª                 | 2019-20             | 18  | 0  | -  | - | - | - | 18  | 0  | 0,00 |
| Estudiantes (RC) Argentina | 2.ª                 | 2020                | 8   | 1  | -  | - | - | - | 8   | 1  | 0,12 |
| Estudiantes (RC) Argentina | 2.ª                 | 2021                | 30  | 0  | 2  | 0 | - | - | 32  | 0  | 0,00 |
| Estudiantes (RC) Argentina | 2.ª                 | 2022                | 27  | 1  | -  | - | - | - | 27  | 1  | 0,03 |
| Estudiantes (RC) Argentina | Total club          | Total club          | 162 | 15 | 5  | 0 | - | - | 167 | 15 | 0,08 |
| Guillermo Brown Argentina | 3.ª                 | 2010-11             | 35  | 2  | -  | - | - | - | 35  | 2  | 0,05 |
| Guillermo Brown Argentina | 2.ª                 | 2011-12             | 28  | 3  | 0  | 0 | - | - | 28  | 3  | 0,10 |
| Guillermo Brown Argentina | 2.ª                 | 2015                | 41  | 9  | 0  | 0 | - | - | 41  | 9  | 0,21 |
| Guillermo Brown Argentina | Total club          | Total club          | 104 | 14 | 0  | 0 | - | - | 104 | 14 | 0,13 |
| Talleres (C) Argentina | 1.ª                 | 2012-13             | 32  | 1  | 5  | 2 | - | - | 37  | 3  | 0,08 |
| Talleres (C) Argentina | 2.ª                 | 2013-14             | 32  | 0  | 2  | 0 | - | - | 34  | 0  | 0,00 |
| Talleres (C) Argentina | Total club          | Total club          | 64  | 1  | 7  | 2 | - | - | 71  | 3  | 0,04 |
| Tristán Suárez Argentina | 3.ª                 | 2014                | 21  | 2  | -  | - | - | - | 21  | 2  | 0,09 |
| Tristán Suárez Argentina | Total club          | Total club          | 21  | 2  | -  | - | - | - | 21  | 2  | 0,09 |
| Quilmes Argentina | 1.ª                 | 2016                | 10  | 0  | 0  | 0 | - | - | 10  | 0  | 0,00 |
| Quilmes Argentina | 1.ª                 | 2016-17             | 20  | 1  | 1  | 0 | - | - | 21  | 1  | 0,04 |
| Quilmes Argentina | Total club          | Total club          | 30  | 1  | 1  | 0 | - | - | 31  | 1  | 0,03 |
| Mitre (SdE) Argentina | 2.ª                 | 2017-18             | 19  | 1  | 2  | 0 | - | - | 21  | 1  | 0,04 |
| Mitre (SdE) Argentina | Total club          | Total club          | 19  | 1  | 2  | 0 | - | - | 21  | 1  | 0,04 |
| Estudiantes Argentina | 2.ª                 | 2023                | 24  | 0  | 1  | 0 | - | - | 25  | 0  | 0,00 |
| Estudiantes Argentina | Total club          | Total club          | 24  | 0  | 1  | 0 | - | - | 25  | 0  | 0,00 |
| Total en su carrera | Total en su carrera | Total en su carrera | 453 | 38 | 16 | 2 | - | - | 469 | 40 | 0,08 |
| (1) Las copas nacionales se refiere a la Copa Argentina. (2) Las copas internacionales se refiere a la Copa Libertadores y a la Copa Sudamericana. (3) Media de goles por encuentro. No incluye goles en partidos amistosos. |                     |                     |     |    |    |   |   |   |     |    |      |